# Оллред, Джеймс
Джеймс Оллред (англ. James Allred) — американский политик, 33-й губернатор Техаса временён «Нового курса». После отставки работал федеральным судьёй США. Активно поддерживал Франклина Рузвельта.

## Биография

### Ранние годы
Джеймс Берр Оллред родился в Боуи, в округе Монтегю в северо-восточном Техасе. Он был известен как «Ви», пока не ушёл служить во флот Соединенных Штатов в 1918 году. У морских клерков не было намерения печатать его полное имя на формах, таким образом, у него было нашито: «Allred, James V».
В 1917 году Оллред поступил в Университет Райса, но вскоре покинул его из-за финансовых проблем. До ухода на войну он служил в Службе иммиграции США.
После окончания войны Оллред работал в адвокатской фирме в Уичито-Фолсе, а в 1921 году получил степень в области юриспруденции из Камберлендской Юридической школы в Камберлендском университете, Теннесси, и начал практику частного права в Уичито-Фолсе.

### Государственная служба
Политическая карьера Оллреда началась в 1923 году, когда губернатор Пэт Нефф назначил его помощником окружного прокурора Уичито-Фолсa. В 1926 году он баллотировался на должность генерального прокурора Техаса от Демократической партии, но проиграл. Вскоре он возвратился к частной практике. В 1930 году Оллред, наконец, он был избран генеральным прокурором, победив Роберта Боббитта, став самым молодым человеком в этой должности. В дальнейшем переизбирался, и работал на этой должности вплоть до избрания губернатором.

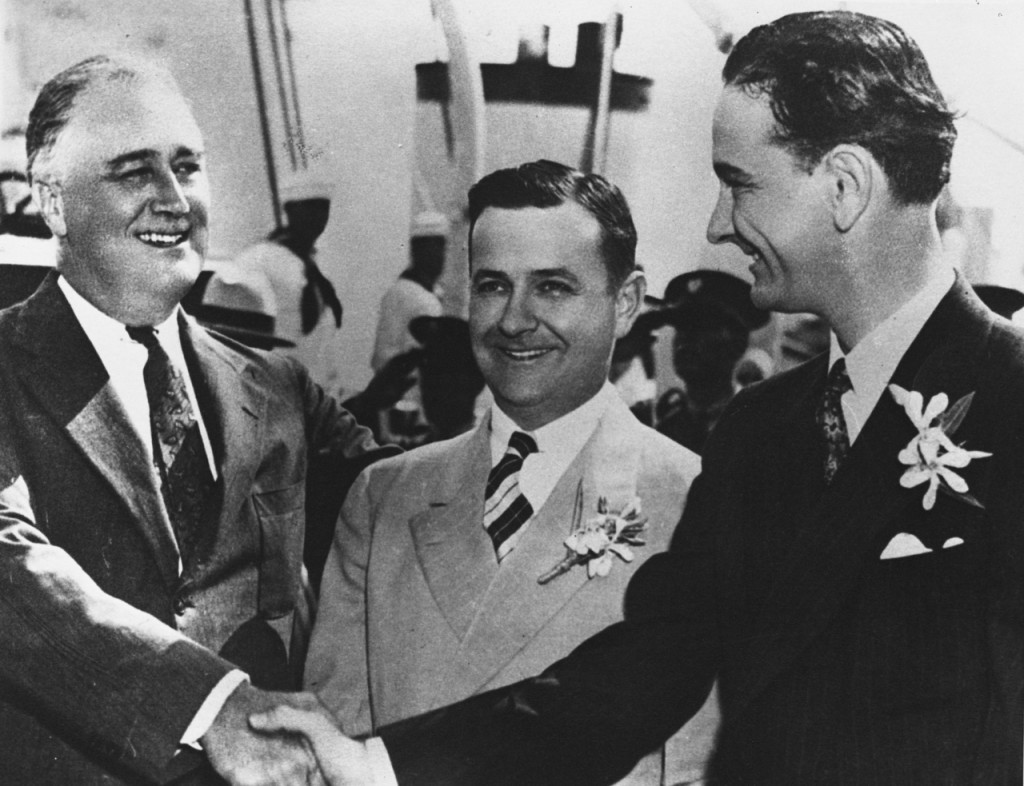
Оллред (в центре) c президентом Франклином Рузвельтом и конгрессменом Линдоном Джонсоном в Галвестоне.

По окончании срока Оллреда президент Франклин Рузвельт 5 января 1939 года назначил его на недавно созданное место судьи в Окружном суде США по Южному округу Техаса. Он был утверждён в должности Сенатом 16 февраля 1939 года. 15 мая 1942 года Оллред ушёл в отставку, чтобы баллотироваться на должность сенатора. После победы Уилберта Ли О’Дэниела Рузвельт 18 февраля 1943 года назначил Оллреда в Апелляционный суд пятого округа США, но Сенат не одобрил это назначение.
В 1944 году Оллред, как сторонник Рузвельта, вёл длительную, но успешную борьбу против консерваторов Техаса, которые выступили против переизбрания президента на четвёртый срок.
23 сентября 1949 года он был снова назначен в Южный округ Техаса президентом Гарри Трумэном. 12 октября 1949 Сенат подтвердил это назначение. На этой должности он находился до своей смерти 24 сентября 1959 в Ларедо, округ Вебб. В течение всего срока пребывания в должности Оллред проживал в Корпус-Кристи. Похоронен в Уичито-Фолсе.
Его описывали как «талантливого и пламенного» адвоката. Как генеральный прокурор он подал беспрецедентное число исков, включая многие антимонопольные случаи, и возвратил миллионы долларов государству. Как губернатор он активно поддержал Новый курс Рузвельта. Также категорически был против Ку-клукс-клана и его легализации.

### Личная жизнь
Он женился на Бетси Миллер в Уичито-Фолсе 20 июня 1927 года. Она родилась 15 октября 1905 года, в Альтусе, Оклахома и умерла 7 июня 1993 года в Уичито-Фолсе.
У Джеймса и Бетси Оллред было три сына: Джеймс-младший, Уильям Дэвид и Сэм Хьюстон, который родился в Особняке губернатора Техаса.

### Память
Его именем названа тюрьма в Айова парке.